# Divisão de Aeronáutica Militar
A Divisão de Aeronáutica Militar, (do inglês Division of Military Aeronautics - DMA), foi a organização de aviação do exército para um período de apenas quatro dias durante a Primeira Guerra Mundial.
Ela foi criada pelo Departamento de Guerra com função de reorganização da Seção de Aviação do Signal Corps ainda como parte do Signal Corps. Ela foi removida da Seção de Aviação por um decreto em 20 de maio de 1918, e existiu como a única agência de aviação do exército até que uma ordem do Departamento de Guerra emitido em 24 de maio de 1918, a estabeleceu, assim como o Birô de Produção de Aeronaves, criada pela mesma reorganização em 24 de abril, como componentes de coordenação do "Serviço Aéreo". Como tal ela foi reconhecida pela Força Aérea como sua terceira antecessora.
Como um componente subordinado do Serviço Aéreo, a DMA continuou até 19 de março de 1919, quando o Birô de Produção de Aeronaves foi consolidado junto com ela no Serviço Aéreo.

## Evolução da Força Aérea dos Estados Unidos
- Divisão Aeronáutica do Signal Corps (1 de agosto de 1907 – 18 de julho de 1914)
- Seção de Aviação do Signal Corps (18 de julho de 1914 – 20 de maio de 1918)
- Divisão de Aeronáutica Militar (20 de maio de 1918 – 24 de maio de 1918)
- Serviço Aéreo do Exército dos Estados Unidos (24 de maio de 1918 – 2 de julho de 1926)
- Corpo Aéreo do Exército dos Estados Unidos (2 de julho de 1926 – 20 de junho de 1941)
- Forças Aéreas do Exército dos Estados Unidos (20 de junho de 1941 – 18 de setembro de 1947)
- Força Aérea dos Estados Unidos (18 de setembro de 1947 – presente)